# Gerhard Fuchs (Redakteur)

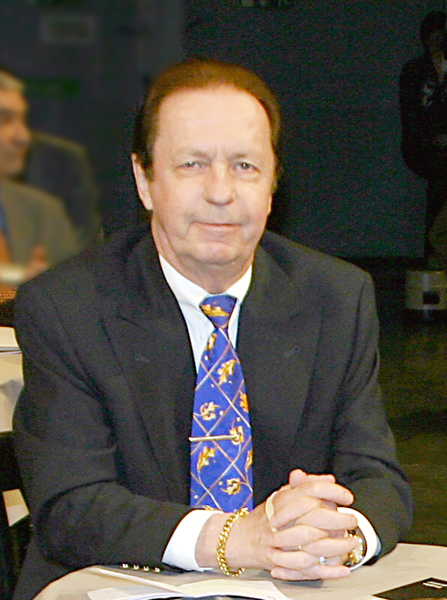
Gerhard Fuchs (März 2009)

Gerhard Fuchs (* 29. Mai 1947 in Augsburg) ist ein deutscher Fernsehjournalist und war von 1995 bis 2012 Fernsehdirektor des Bayerischen Rundfunks.

## Leben
Fuchs studierte Volkswirtschaftslehre und Publizistik an der Ludwig-Maximilians-Universität München, außerdem Kommunikationsdesign an der Akademie der Bildenden Künste München. Er promovierte in Finanzwissenschaften an der Universität Augsburg.
1978 startete seine Karriere beim BR-Fernsehen in der Wirtschaftsredaktion, wo er die Sendung plusminus betreute. Außerdem moderierte er in der ARD die Talkshow Schlag auf Schlag sowie von 1982 bis 1985 die tagesthemen. Von 1988 bis 2001 moderierte er den Presseclub in der Nachfolge von Rolf Schmidt-Holtz. 1990 wurde er stellvertretender Chefredakteur des BR Fernsehens, 1991 bis 1993 erster Chefredakteur von ARD-aktuell mit der Verantwortung für tagesschau, tagesthemen und wochenspiegel und 1993 Chefredakteur beim BR. 1995 wurde er Fernsehdirektor dieser Rundfunkanstalt. 2001 unterlag er bei der Wahl des neuen BR-Intendanten trotz Unterstützung durch den bayerischen Ministerpräsidenten Edmund Stoiber dem damaligen Hörfunkdirektor Thomas Gruber. Zum 31. Mai 2012 wurde Fuchs im Alter von 65 Jahren in den Ruhestand verabschiedet.
Seit 1997 ist Fuchs außerdem Honorarprofessor und Abteilungsleiter „Dokumentarfilm und Fernsehpublizistik“ an der Hochschule für Fernsehen und Film München, seit 2003 war er auch deren Rektor. Das Amt wurde 2007 erweitert und in ein nebenberufliches Präsidialamt umbenannt, das er bis zum 30. September 2015 innehatte.
Fuchs wurde 2004 der Bayerische Verdienstorden, 1996 die Bayerische Verfassungsmedaille in Silber, 2004 in Gold und 1998 das Bundesverdienstkreuz am Bande verliehen.